# ماکی گاری
ماکی گاری (به ژاپنی: 巻狩りMakigari)، یک رویداد شکار و نوعی مسابقه شکار است که در قرون وسطی برای تفریح، جشن‌های مذهبی و آموزش نظامی برگزار می‌شد. این یک فعالیت شکار در مقیاس وسیع است که در آن تعداد زیادی از افراد از هر طرف شکارگاهی را که آهو، گراز وحشی و غیره در آن زندگی می‌کنند احاطه می‌کنند و در حالی که محوطه را می‌بندند، طعمه را به تله انداخته کرده و تیراندازی می‌کنند.